# Azul de molibdênio

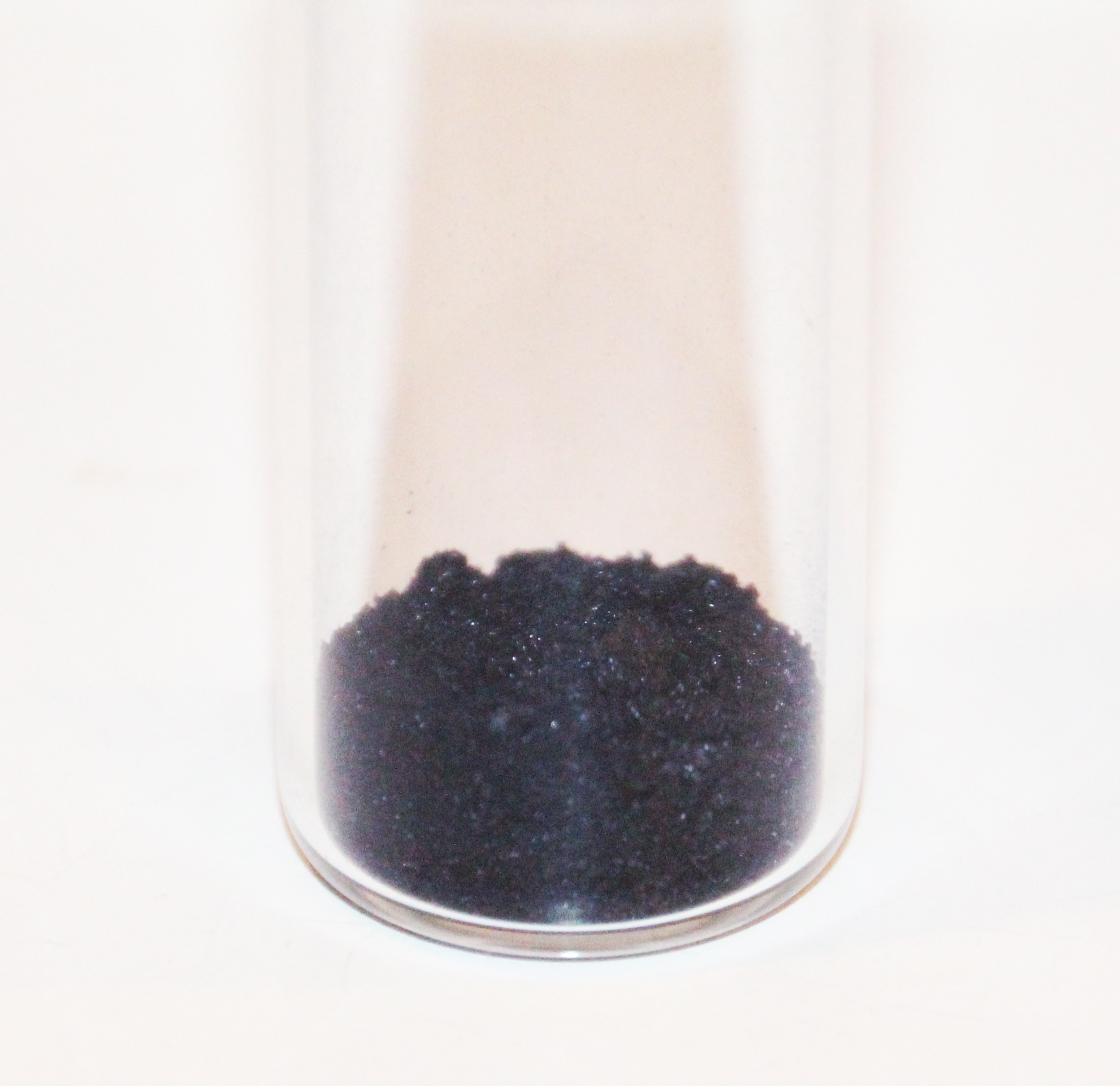
Uma amostra de um tipo de azul de molibdênio com a fórmula Na_{15}[Mo^{VI}_{126}Mo^{V}_{28}O_{462}H_{14}(H_{2}O)_{70}]_{}
[Mo^{VI}_{124}Mo^{V}_{28}O_{457}H_{14}(H_{2}O)_{68}]_{}.

Os azuis de molibdênio são compostos de cor azul-escura intensa formados durante reações químicas nas quais ocorre o processo de redução de sais oxigenados de molibdênio no seu estado de oxidação +6. Esses compostos apresentam o elemento molibdênio em estados de valência mista +5/+6 e sua intensa cor azul provém de transições de intervalência entre os átomos de Mo nesses dois estados de oxidação. Esses compostos frequentemente apresentam estequiometria indefinida, tornando sua composição bastante variável e difícil de caracterizar com clareza. Geralmente são compostos por óxidos hidratados mistos de molibdênio (V) e molibdênio (VI), podendo ser representados pela fórmula química genérica xMoO
3•yMo
2O
5•nH
2O
. 
Uma forma mineral de azul de molibdênio conhecida é a ilsemanita, Mo
3O
8
. 
Os "azuis heteropoli-molibdênio" são usados extensivamente em química analítica e como catalisadores. A formação de "azuis isopoli-molibdênio", que são azuis intensos, tem sido usada como um teste sensível para reagentes redutores. Foi recentemente demonstrado que eles contêm espécies aniônicas muito grandes com base na chamada "grande roda" contendo 154 átomos de Mo, com uma fórmula [Mo
154O
462H
14(H
2O)
70]14–
.

## Azuis de isopoli-molibdênio
Os azuis de isopoli-molibdênio são compostos conhecidos há muitos anos. São formados a partir da redução de soluções de molibdato sem a presença de outros íons que formem complexos mistos (tais como fosfato e ortossilicato), sendo, portanto, formados exclusivamente por óxidos ou oxoânions contendo somente molibdênio e oxigênio (bem como alguns hidrogênios não dissociados). Eles foram documentados pela primeira vez por Scheele e Berzelius. Os compostos responsáveis pela cor azul não eram conhecidos até 1995. Antes disso, era bem conhecido que havia polimolibdatos de Mo(VI). O óxido de molibdênio(VI), MoO
3
, quando dissolvido em álcali aquoso, forma o ânion molibdato tetraédrico incolor, MoO2–
4
. A dissolução de sais de molibdato em ácidos fortes produz o "ácido molíbdico", MoO
3• 2H
2O
. Entre esses extremos de pH, são produzidos íons poliméricos que são construídos principalmente a partir de unidades octaédricas de MoO
6
 que compartilham cantos e bordas. Exemplos incluem
[Mo
7O
24]6–
, [Mo
8O
26]4–
 e [Mo
36O
112(H
2O)
16]8–
. As espécies de azul de molibdênio são obtidas pela redução dessas soluções acidificadas de molibdato(VI) polimérico.
Esses compostos com estequiometria diversa podem existir em algumas formas solúveis, que são geralmente íons de isopolimolibdatos parcialmente reduzidos em solução, bem como também podem existir em formas insolúveis, que são geralmente oxi-hidróxidos hidratados mistos e poliméricos de molibdênio(V/VI) ou sais insolúveis de isopolimolibdatos reduzidos. Uma fórmula idealizada para o azul de molibdênio insolúvel é dada como Mo
10O
29•xH
2O
.
Os compostos do tipo azul de molibdênio solúveis são a possível causa das "águas azuis" de Blue Heart Springs, encontradas perto de Idaho Springs, nos Estados Unidos, conhecidas há muito tempo pelos nativos americanos.

### Estequiometrias
Os azuis de homopoli-molibdênio são um grupo de substâncias mal definidas que possuem várias estruturas moleculares possíveis; uma amostra de "azul de molibdênio" frequentemente é constituída por uma mistura de várias substâncias com estruturas diferentes co-geradas na mesma reação. Frequentemente são substâncias amorfas, mas também são conhecidas variedades cristalinas. Contudo, há algumas substâncias no grupo contendo estequiometrias bem definidas que podem ser obtidas relativamente puras em algumas condições de reação, como os óxidos hidratados de valência mista +6/+5 Mo
8O
23•xH
2O e Mo
4O
11•xH
2O
. 
Entre os fatores que determinam as estequiometrias dos produtos formados estão o agente redutor empregado, a concentração do ácido e a concentração do molibdato. A redução do MoO
3
 pelo hidrogênio atômico produz os produtos cristalinos Mo
2O
4(OH)
2
 (este contendo apenas Mo +5) e Mo
4O
11(OH)
2
. A redução do trióxido de molibdênio com LiAlH
4
 produz Mo
5O
7(OH)
8
. A redução eletrolítica do heptamolibdato de amônio em ácido sulfúrico produz Mo
3O
8H
.

### A “Roda gigante”

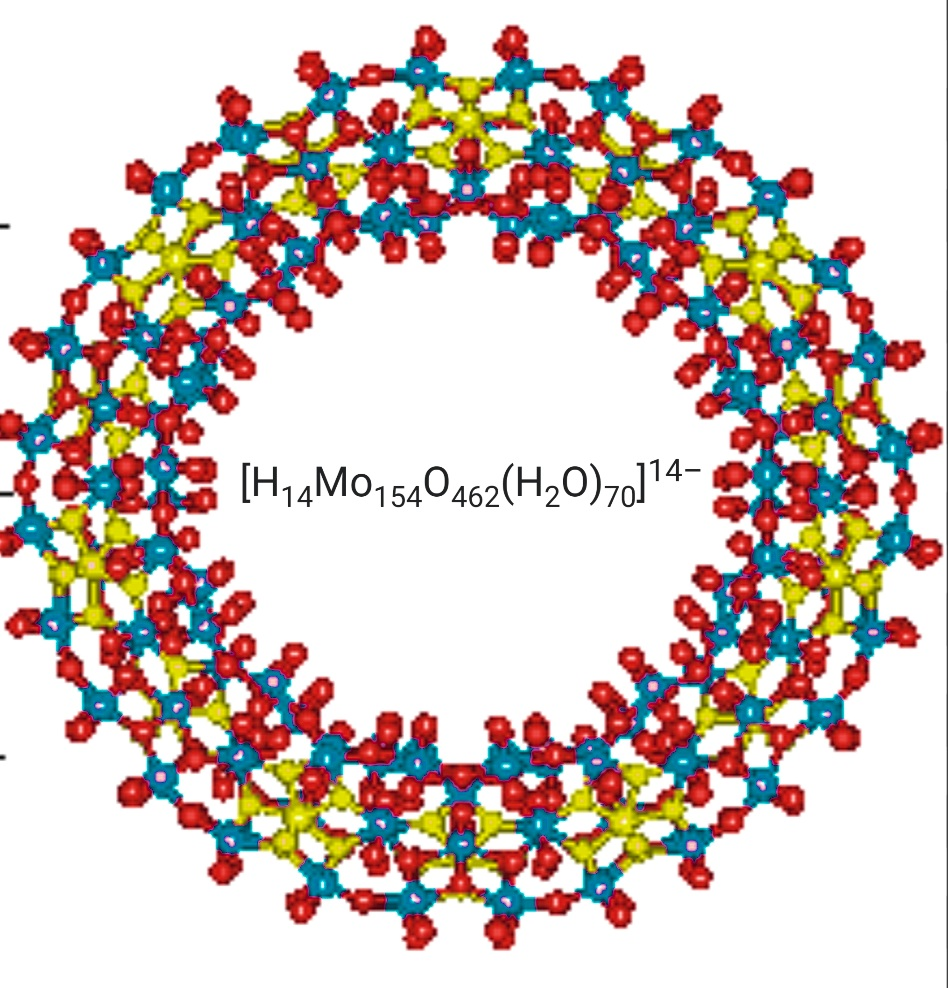
Estrutura da "roda gigante" de molibdênio. As esferas azul-petróleo representam os átomos de Mo, as vermelhas os de oxigênio. Esferas amarelas representam as unidades MoO7 bipirâmide pentagonal. Hidrogênios omitidos para maior clareza.

A primeira publicação da estrutura do ânion do cluster em forma de roda, primeiramente determinado para o derivado nitrosil por Achim Müller et al. foi anunciada na New Scientist como "Roda Gigante reverte a fronteira molecular". Trabalhos posteriores do mesmo grupo refinaram as descobertas iniciais e determinaram a estrutura da roda produzida em soluções de molibdato como [H
14Mo
154O
462(H
2O)
70]14–
. O cluster do tipo Mo
154
 foi então mostrado como o tipo estrutural básico de compostos de azul de molibdênio obtidos sob condições ligeiramente diferentes. Os compostos responsáveis pela cor azul não eram conhecidos até 1995.
A estrutura da roda gigante é construída a partir de unidades contendo 11 átomos de Mo ( unidades do tipo Mo
11
), 14 dos quais são ligados entre si para formar o aglomerado do tipo Mo
154
 que tem um diâmetro externo de 3,4 nm. (12 unidades do tipo Mo
11
 também estão envolvidas na construção de sistemas esféricos simétricos superiores chamados Kepleratos) Essas unidades consistem em uma bipirâmide central de MoO
7
 compartilhando bordas com 5 octaedros de MoO
6
 (uma ilustração disso está na página 155 da revisão). Com mais 5 octaedros de MoO
6
 de ligação, a unidade do tipo Mo
11
 de repetição é construída.

### A vesícula esférica
Junto com outros agregados, uma estrutura oca e esférica se automonta a partir de aproximadamente 1.165 rodas de Mo
154
. Isso foi denominado vesícula por analogia com vesículas lipídicas. Ao contrário das vesículas lipídicas que são estabilizadas por interações hidrofóbicas, acredita-se que a vesícula seja estabilizada por uma interação de atração de Van der Waals, repulsão eletrostática de longo alcance com estabilização adicional decorrente de ligação de hidrogênio envolvendo moléculas de água encapsuladas entre os aglomerados em forma de roda e no interior das vesículas. O raio da vesícula é de 45 nm.

## Azuis de heteropoli-molibdênio

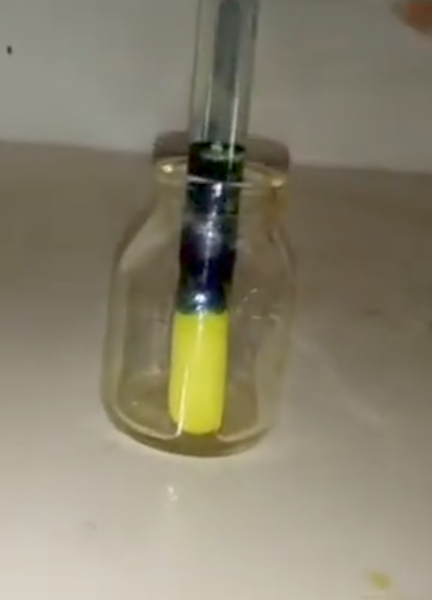
Azul de molibdênio (parte superior) formado na redução do fosfomolibdato de amônio amarelo por uma solução de cloreto estanoso.

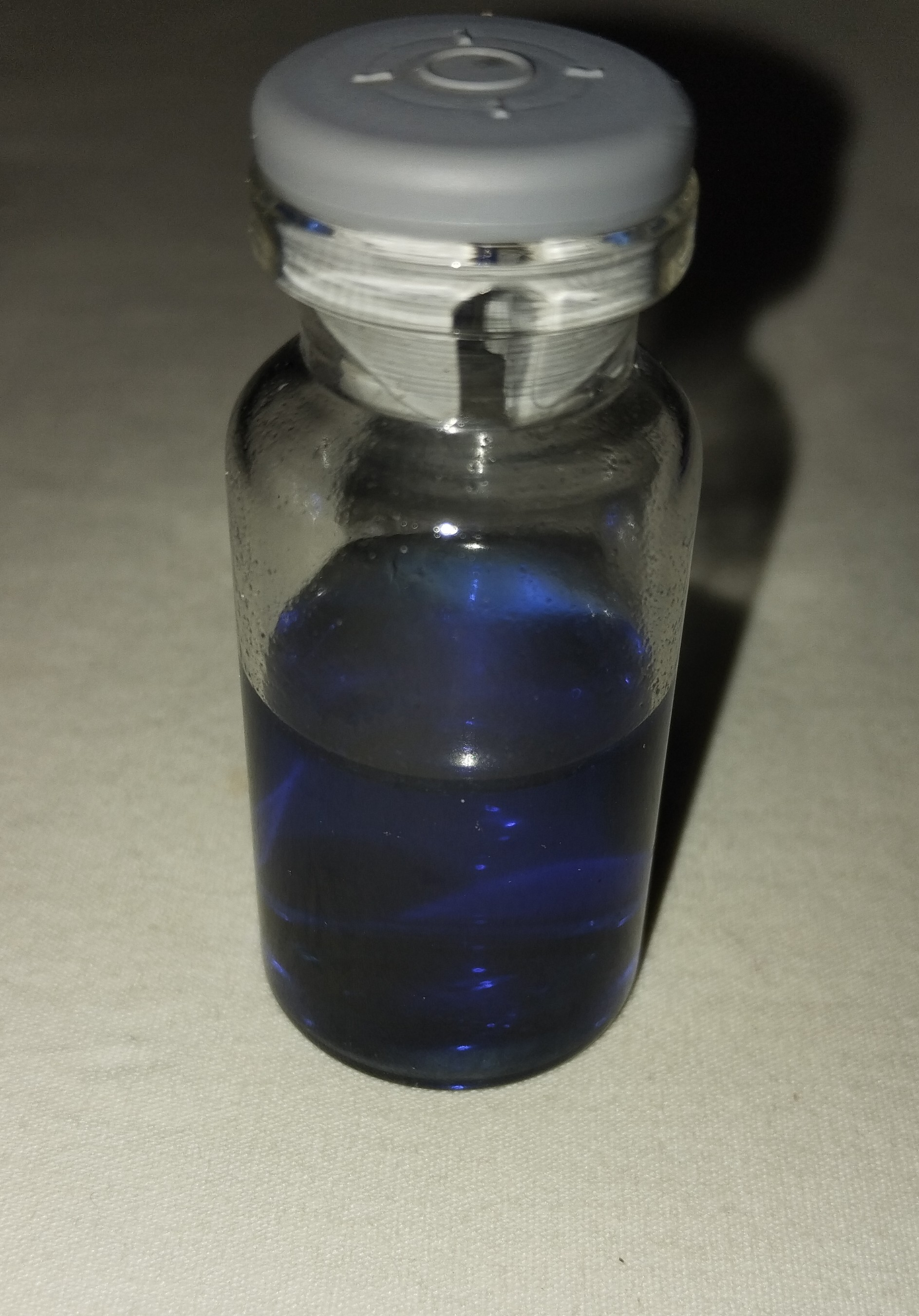
Amostra de ácido fosfomolíbdico (H_{3}[PMo_{12}O_{40}]) alcoólico reduzido por uma solução de sulfato de hidrazina, mostrando a cor azul característica de azuis de heteropolimolibdatos oriundos da redução do ácido fosfomolíbdico por 1 a 4 elétrons (compostos tais como H_{4–7}[PMo_{12}O_{40}]).

Os azuis de heteropoli-molibdênio são compostos formados a partir da redução de heteropoliácidos que contêm molibdênio ou seus sais. Ao contrário dos derivados de isopolimolibdatos reduzidos, estes geralmente possuem uma composição mais bem definida.
O primeiro heteropolimolibdato e primeiro heteropolimetalato, o fosfomolibdato de amônio amarelo, (NH
4)
3[PMo
12O
40]
, foi descoberto por Berzelius em 1826. O átomo de fósforo no ânion é denominado heteroátomo; outros heteroátomos podem ser silício, arsênio e germânio. Os azuis de heteropolimolibdênio têm geralmente estruturas baseadas na estrutura de Keggin. A cor azul surge porque o ânion quase incolor, como o ânion fosfomolibdato, [PMo
12O3–
40]
, pode aceitar mais elétrons (ou seja, sofrer redução) para formar um complexo de valência mista intensamente colorido. Isso pode ocorrer em etapas de um ou dois elétrons. O processo de redução é reversível e a estrutura do ânion é essencialmente inalterada.
Ilustrativa é a redução do ânion fosfomolibdato:
[PMoVI
12O
40]3–
 + 4e- {\displaystyle \rightleftharpoons }
[PMoVMoVI
11O
40]4–
 + 3e- {\displaystyle \rightleftharpoons }
[PMoV
2MoVI
10O
40]5–
 + 2e- {\displaystyle \rightleftharpoons }
[PMoV
3MoVI
9O
40]6–
 + e- {\displaystyle \rightleftharpoons }
[PMoV
4MoVI
8O
40]7–
A estrutura do ânion reduzido em 4 elétrons [PMo
12O
40]7–
 foi determinado no estado sólido e é um β-isômero (ou seja, com um dos quatro grupos de octaedros de borda compartilhada no íon α-Keggin girado em 60°). Estruturas semelhantes foram encontradas com heteroátomos de silício, germânio ou arsênio.
Esses azuis de heteropoli-molibdênio obtidos a partir da redução de clusters baseados na estrutura de Keggin geralmente retêm essa estrutura e podem existir tipicamente em estados reduzidos em até 4 elétrons, dependendo da força do agente redutor. Redução por mais do que 4 elétrons também é possível, porém menos comum, e é obtida em meios redutores mais fortes, geralmente na ausência de ar. Todos os derivados reduzidos apresentam a cor azul, de forma que uma amostra do azul de heteropoli-molibdênio obtido após a redução pode ser constituída por uma mistura de várias formas reduzidas (que receberam 1, 2, 3, 4 ou ocasionalmente mais elétrons). 
Um exemplo ilustrativo de azul de heteropoli-molibdênio são as formas reduzidas do fosfomolibdato de amônio, com a fórmula idealizada de (NH
4
)4-7[PMo
12O
40]
, na qual o ânion foi reduzido com 1 a 4 elétrons (fosfomolibdato de amônio não reduzido contém 3 íons NH+
4
, uma vez que o íon fosfomolibdato não reduzido tem carga elétrica -3).

## Uso em Análise qualitativa
A intensa cor azul do ânion reduzido é a base para o uso dos azuis de heteropoli-molibdênio em técnicas analíticas quantitativas e qualitativas. Esta propriedade é explorada da seguinte forma:
- a amostra a ser analisada é reagida para produzir o heteropoli-molibdato azul reduzido a fim de:
  - detectar a presença de um heteroátomo em, por exemplo, um teste local
  - medir a quantidade de um heteroátomo presente na amostra colorimetricamente
- a amostra é adicionada a uma solução do complexo quase incolor e não reduzido para:
  - detectar a presença de um composto redutor, por exemplo, um açúcar redutor, como a glicose;
  - medir a quantidade de um composto redutor em um procedimento de duas etapas.

### Determinação colorimétrica de P, As, Si e Ge
A determinação de fósforo, arsênio, silício e germânio são exemplos do uso dos azuis de heteropoli-molibdênio em química analítica. O exemplo a seguir descreve a determinação de fósforo. Uma amostra contendo o fosfato é misturada com uma solução ácida de Mo(VI), por exemplo, molibdato de amônio, para produzir PMo
12O3–
40
, que tem uma estrutura α-Keggin. Este ânion é então reduzido por, por exemplo, ácido ascórbico ou SnCl
2
, para formar o íon β-keggin de cor azul, PMo
12O7–
40
. A quantidade do íon de cor azul produzido é proporcional à quantidade de fosfato presente e a absorção pode ser medida usando um colorímetro para determinar a quantidade de fósforo. Exemplos de procedimentos são:
- a análise de fosfato na água do mar.[11]
- métodos padrão para determinar o teor de fósforo e silício de metais e minérios metálicos. (por exemplo, normas BSI[12] e ISO[13][14])
- a determinação de germânio e arsênio.[15]

A comparação da absorção medida com as leituras feitas para análises de soluções padrão significa que uma compreensão detalhada da estrutura do complexo azul era desnecessária.
Este método colorimétrico é ineficaz quando quantidades comparáveis de arseniato estão presentes em solução com fosfato. Isto é devido à forte semelhança química entre arseniato e fosfato. O azul de molibdênio resultante para arseniato, usando o mesmo procedimento, produz uma assinatura espectral ligeiramente diferente, no entanto.
Recentemente, dispositivos baseados em papel tornaram-se muito atraentes para uso na determinação colorimétrica para fazer dispositivos analíticos baratos, descartáveis e convenientes para a determinação de fosfato reativo no campo. Ao usar um sistema Lightbox infravermelho barato e portátil, pode-se criar ambientes de iluminação uniformes e repetíveis para aproveitar a absorbância de pico da reação do azul de molibdênio a fim de melhorar o limite de detecção de dispositivos baseados em papel. Este sistema pode atuar como um substituto para espectrômetros caros de equipamentos de laboratório. 

### Determinação colorimétrica de glicose
Os métodos Folin–Wu e Somogyi–Nelson são ambos baseados nos mesmos princípios. Na primeira etapa, a glicose (ou um açúcar redutor) é oxidada usando uma solução de íon Cu(II), que é reduzido a Cu(I) pelo processo. Na segunda etapa, os íons Cu(I) são então oxidados de volta a Cu(II) usando um complexo heteropolimolibdato incolor, que é, no processo, reduzido para dar a cor azul característica. Finalmente, a absorção do azul de heteropolimolibdênio é medida usando um colorímetro e comparada a padrões preparados a partir de soluções de açúcar reagindo de concentração conhecida, para determinar a quantidade de açúcar redutor presente.
O método Folin–Wu  usa um reagente que contém tungstato de sódio. A natureza exata do complexo azul neste procedimento não é conhecida.
O método Somogyi-Nelson utiliza um complexo de arsenomolibdato formado pela reação de molibdato de amônio, (NH
4)
6Mo
7O
24
, com hidrogeno-arseniato de sódio, Na
2HAsO
4
.

### Determinação colorimétrica de alguns medicamentos contendo catecol
Alguns medicamentos que contêm um grupo catecol reagem com o ácido fosfomolíbdico (H
3PMo
12O
40
) para dar a cor azul heteropoli-molibdênio. Microquantidades dos medicamentos podem ser determinadas.

## Uso em Análise qualitativa
Exemplos de testes simples  são mostrados abaixo que dependem da produção da cor azul de molibdênio devido à redução:
- testes para Sn(II) e Sb(III)
- testes para agentes redutores orgânicos

ou pela detecção do heteroátomo
- silicato
- fosfato

O reagente de spray de Dittmer para fosfolipídios é usado em cromatografia de camada fina para detectar fosfolipídios. O reagente de spray é preparado da seguinte forma:
- Óxido de molibdênio (VI) , MoO
3

, é dissolvido em ácido sulfúrico
- Uma segunda solução é feita de molibdênio metálico dissolvido em parte da primeira solução.
- O spray é feito de uma mistura diluída da primeira e da segunda soluções.

Quando aplicados à placa TLC, os compostos contendo éster de fosfato aparecem imediatamente como manchas azuis.

## Pigmento azul de molibdênio
Um pigmento para pinturas denominado “azul de molibdênio” é registrado em 1844 como uma mistura de molibdênio com "óxido de estanho ou fosfato de cal". Uma formulação alternativa envolve "digerir" dissulfeto de molibdênio com ácido nítrico para formar ácido molíbdico, que é então misturado com limalha de estanho e um pouco de ácido muriático (HCl). Isso é evaporado e aquecido com alumina. Um artigo de 1955 afirma que o azul de molibdênio é instável e não é usado comercialmente como pigmento. A química desses pigmentos não foi investigada.